# 십사무기
14무기(十四無記 · Fourteen unanswerable questions)는 고타마 붓다가 대답을 거부하고 침묵한('무기 · 無記') 14가지의 질문을 가리키는 불교 용어이다. 이 14가지의 질문은 흔히 그 성격을 무의미하다는 뜻에서 즉 열반 또는 깨달음에 이르는 것을 돕는 실천적인 물음이 아니라는 뜻에서 '형이상학적'인 것이라고 말한다. 14불가기(十四不可記) 또는 14난(十四難)이라고도 한다.
14무기에 대한 내용은 《중아함경 제60권 전유경(箭喻經) 제10》·《잡아함경(雜阿含經) 제16권 408. 사유경(思惟經) ②》·《잡아함경(雜阿含經) 제34권 962. 견경(見經)》에 들어 있다.
이 중에서 14가지 질문의 목록이 가장 잘 나타나 있는 경은 《잡아함경(雜阿含經) 제16권 408. 사유경(思惟經) ②》이다. 반면 관련 내용이 가장 자세한 경은 《중아함경 제60권 전유경(箭喻經) 제10》이다. 또한 이 〈전유경(箭喻經: "화살의 비유가 있는 경"이라는 뜻)〉에는 고타마 붓다의 실천적인 입장을 보여주는 유명한 독화살의 비유가 들어 있다. 이 경에서 고타마 붓다는 14무기에 대해서, 사성제에 대해 말하는 것은 열반으로 나아가게 하지만 14무기의 질문들에 대해 말하는 것은 열반에 나아가게 하는 것이 아니라고 하였다. 때문에 자신은 항상 사성제를 가르치고 말할 뿐 14무기에 대해서는 가르치거나 말하지 않는다고 하였다.

## 14가지 질문
대정신수대장경의 《잡아함경(雜阿含經) 제16권 408. 사유경(思惟經) ②》·《잡아함경(雜阿含經) 제34권 962. 견경(見經)》·《중아함경 제60권 전유경(箭喻經) 제10》에 기록되어 있는 14가지의 질문 또는 명제는 다음과 같다.

#### 시간에 대하여
1. 세간유상(世間有常) · 세간상(世間常) · 세유상(世有常): 우주는 시간적으로 영원하다.
2. 세간무상(世間無常) · 세무상(世無常) · 세무유상(世無有常): 우주는 시간적으로 영원하지 않다.
3. 세간유상무상(世間有常無常) · 상무상(常無常): 우주는 시간적으로 영원하기도 하고 영원하지 않기도 하다.
4. 세간비유상비무상(世間非有常非無常) · 비상비무상(非常非無常): 우주는 시간적으로 영원한 것도 아니고 영원하지 않은 것도 아니다.

#### 공간에 대하여
1. 세간유변(世間有邊) · 유변(有邊) · 세유저(世有底): 우주는 공간적으로 유한하다.
2. 세간무변(世間無邊) · 무변(無邊) · 세무저(世無底): 우주는 공간적으로 무한하다.
3. 세간유변무변(世間有邊無邊) · 변무변(邊無邊): 우주는 공간적으로 유한하기도 하고 무한하기도 하다.
4. 세간비유변비무변(世間非有邊非無邊) · 비변비무변(非邊非無邊): 우주는 공간적으로 유한한 것도 아니고 무한한 것도 아니다.

#### 자아에 대하여
1. 시명시신(是命是身) · 명즉시신(命即是身): 자아(命)와 육체(身)는 동일하다.
2. 명이신이(命異身異) · 위명이신이(為命異身異): 자아(命)와 육체(身)는 별개이다.

#### 사후세계에 대하여
1. 여래사후유(如來死後有) · 여래유사후(如來有後死) · 여래종(如來終): 여래는 육체가 죽은 후에도 존재한다.
2. 여래사후무(如來死後無) · 무후사(無後死) · 여래부종(如來不終): 여래는 육체가 죽은 후에는 존재하지 않는다.
3. 여래사후유무(如來死後有無) · 유무후사(有無後死) · 여래종부종(如來終不終): 여래는 육체가 죽은 후에는 존재하기도 하고 존재하지 않기도 한다.
4. 여래사후비유비무(如來死後非有非無) · 비유비무후사(非有非無後死) · 여래역비종역비부종(如來亦非終亦非不終): 여래는 육체가 죽은 후에는 존재하는 것도 아니고 존재하지 않는 것도 아니다.

## 붓다의 대답
14무기에 대한 《중아함경 제60권 전유경(箭喻經) 제10》에 나오는 고타마 붓다의 대답은 다음과 같다.
「世有常者，有生、有老、有病、有死，愁慼、啼哭、
憂苦、懊惱，如是此淳大苦陰生。如是，
世無常，世有底，世無底，命即是身，為命異身異，
如來終，如來不終，如來終不終，
如來亦非終亦非不終者，有生、有老、有病、有死，
愁慼、啼哭、憂苦、懊惱，如是此淳大苦陰生。

「世有常，我不一向說此。以何等故，
我不一向說此？此非義相應，非法相應，
非梵行本，不趣智、不趣覺、不趣涅槃，
是故我不一向說此。如是，世無常，世有底，
世無底，命即是身，為命異身異，如來終，
如來不終，如來終不終，如來亦非終亦非不終，
我不一向說此。以何等故，
我不一向說此？此非義相應，非法相應，非梵行本，
不趣智、不趣覺、不趣涅槃，
是故我不一向說此也。

何等法我一向說耶？此義我一向說，苦、苦習、苦滅、苦滅道跡，我一向說。
以何等故，我一向說此？此是義相應，
是法相應，是梵行本，趣智、趣覺、趣於涅槃，
是故我一向說此。是為不可說者則不說，
可說者則說，當如是持，當如是學。」

"우주는 시간적으로 영원하다"는 견해를 가진 사람에게도 남이 있고 늙음이 있으며 병이 있고 죽음이 있으며, 슬픔 · 울음 · 근심 · 괴로움 · 번민이 있으니, 이리하여 이 순전히 괴로움뿐인 큰 무더기가 생긴다. 이와 같이 "우주는 시간적으로 영원하지 않다. 우주는 공간적으로 유한하다. 우주는 공간적으로 무한하다. 자아와 육체는 동일하다. 자아와 육체는 별개이다. 여래는 육체가 죽은 후에도 존재한다. 여래는 육체가 죽은 후에는 존재하지 않는다. 여래는 육체가 죽은 후에는 존재하기도 하고 존재하지 않기도 한다. 여래는 육체가 죽은 후에는 존재하는 것도 아니고 존재하지 않는 것도 아니다"는 견해를 가진 사람에게도 남이 있고 늙음이 있으며 병이 있고 죽음이 있으며, 슬픔 · 울음 · 근심 · 괴로움 · 번민이 있으니, 이리하여 이 순전히 괴로움뿐인 큰 무더기가 생긴다.

"세상은 시간적으로 영원하다"는 말을 나는 언제나 하지 않는다. 무슨 이유로 언제나 이런 말을 하지 않는가? 이런 말을 하는 것은, 이치(義)에 합당하지 않고 법(法)에 합당하지 않으며 또한 범행(梵行)의 근본이 되는 것이 아니기 때문에, 지혜(智)로 나아가게 하는 것이 아니며 깨달음(覺)으로 나아가게 하는 것이 아니며 열반(涅槃)으로 나아가게 하는 것이 아니기 때문이다. 그러므로 나는 언제나 이런 말을 하지 않는다. 이와 같이 "우주는 시간적으로 영원하지 않다. 우주는 공간적으로 유한하다. 우주는 공간적으로 무한하다. 자아와 육체는 동일하다. 자아와 육체는 별개이다. 여래는 육체가 죽은 후에도 존재한다. 여래는 육체가 죽은 후에는 존재하지 않는다. 여래는 육체가 죽은 후에는 존재하기도 하고 존재하지 않기도 한다. 여래는 육체가 죽은 후에는 존재하는 것도 아니고 존재하지 않는 것도 아니다" 등의 말을 나는 언제나 하지 않는다. 무슨 이유로 언제나 이런 말을 하지 않는가? 이런 말을 하는 것은, 이치(義)에 합당하지 않고 법(法)에 합당하지 않으며 범행(梵行)의 근본이 되는 것이 아니기 때문에, 지혜(智)로 나아가게 하는 것이 아니며 깨달음(覺)으로 나아가게 하는 것이 아니며 열반(涅槃)으로 나아가게 하는 것이 아니기 때문이다. 그러므로 나는 언제나 이런 말을 하지 않는다.

그러면 나는 어떤 법을 언제나 말하는가? 나는 다음과 같은 이치(義)를 언제나 말하는데, 그 이치란 괴로움(苦)과 괴로움의 원인(苦習)과 괴로움의 소멸(苦滅)과 괴로움의 소멸에 이르는 길(苦滅道跡)이다(사성제). 나는 언제나 이것들(사성제)을 말한다. 무슨 이유로 나는 언제나 이것들(사성제)을 말하는가? 이것들(사성제)을 말하는 것은, 이것들(사성제)은 이치(義)에 합당하고 법(法)에 합당하며 범행(梵行)의 근본이 되기 때문에, 지혜(智)로 나아가게 하고 깨달음(覺)으로 나아가게 하며 열반(涅槃)으로 나아가게 하기 때문이다. 그러므로 나는 언제나 이것들(사성제)만을 말한다. 이와 같은 것이 바로 말하지 않아야 할 것은 말하지 않고 말하여야 할 것은 말한다고 하는 것이다. 너희들은 마땅히 이러한 태도를 가짐으로써, 이와 같이 진정 가져야 할 것을 가지고 진정 배워야 할 것을 배워야 한다.

## 배경 및 의의
14무기는 우주와 세계에 대한 두 가지 기본적인 견해 또는 입장이 있음을 시사한다. 고타마 붓다는 마하가섭과의 대화에서 이 두 가지 견해에 대해 말하고 있는데, 이 대화에서 고타마 붓다는 존재론(existence)의 견해와 비존재론(nonexistence)의 견해가 있다고 말한다. 전통적인 용어로는 존재론의 견해를 상견(常見: 영원하다는 견해), 비존재론의 견해를 단견(斷見: 단멸된다는 견해)이라고 하며, 이 두 견해를 극단적인 견해라는 의미에서 변집견(邊執見) 또는 변견(邊見)이라고 한다. 한편, 무착은 《현양성교론》에서 변집견에 대해 설명하면서 불교 경전에는 변집견에 대한 다음과 같은 언급이 있다고 하였다. 이 언급에 따르면, 상견은 유(有)의 견해, 단견은 무(無)의 견해라고 할 수 있다.
 如經說迦多衍那一切世間依止二種或有或無。

 
경전에서 "가다연나(迦多衍那)여, 일체의 세간[즉, 세상에 존재하는 모든 외도적인 견해]은 두 가지[의 견해]에 의지하고 있는데, 그 두 가지는 있음(有)과 없음(無)[의 견해]이다"라고 말한 바와 같다.
 — 《현양성교론》, 제1권. 한문본 & 한글본
고타마 붓다는 사람들이 이들 두 견해로 사유하는데 익숙해져 있는데 이 두 견해에 얽매여 있는 한, 열반으로 나아가게 하는 작용을 하지 않는 것에 힘을 쏟고 있는 것이므로 열반에 이르게 하는 원인을 쌓고 있는 것이 아니어서, 자유 또는 해탈에 도달할 수 없다고 하였다.
우주는 시간적으로 영원하며 공간적으로 무한하고, 자아와 육체는 별개이며, 여래는 육체의 죽음 후에도 계속 존재한다는 명제들은 존재론의 견해이다. 반면 우주는 시간적으로 영원하지 않으며 공간적으로 유한하고, 자아는 육체와 동일하며, 여래는 육체의 죽음 후에는 존재하지 않는다는 명제들은 비존재론의 견해이다. 이 두 견해들은 고타마 붓다가 활동하던 당시에, 인도의 여러 종교적 · 철학적 학파들에서 주장되었다. 존재론의 견해는 대체로 브라만교가 지닌 견해이며, 비존재론의 견해는 대체로 유물론자와 쾌락주의자들이 지녔던 견해였다.
고타마 붓다가 이러한 존재론와 비존재론의 도그마적인 그물망 속으로 들어가기를 거부했을 때, 고타마 붓다는 다음의 두 가지 사항을 염두에 두고 있었다. 첫째는 두 견해가 논리적인 추론을 따라 "절대적 또는 극단적으로" 발전했을 때 가져올 윤리적인 결과이며, 둘째는 "절대적 또는 극단적" 존재론과 비존재론의 견해가 사물이 실제로 존재하는 방식과는 일치하지 않는다는 점이었다.
절대적 존재론을 주장하는 사람들, 즉 영원론자들은 자아는 항상하며 불변이라고 본다. 그리고 이 자아는 성질상 불변이기 때문에 육체는 죽더라도 자아는 죽지 않는다고 말한다. 고타마 붓다는, 이러한 주장이 맞다면, 육체의 행위는 자아의 운명에 영향을 미치지 않게 될 것이므로 육체가 무엇을 하든지 간에 상관 없게 될 것이라고 말한다. 즉, 자아가 영원하고 불변이므로 육체적으로 어떤 행위를 하건 자아는 영향을 받지 않는다는 사유로 발전하여, 육체를 통해 비도덕적인 행위를 해도 전혀 자아에게 미치는 영향이 없다는 견해를 이끌어 낼 수 있다는 것이었다. 따라서 이러한 견해는 인과의 법칙 또는 연기의 법칙에 의거하여 도덕적 책임이 자기 자신에게 있다는 견해와는 합치하지 않게 되는 것이었다.
이와 유사하게, 자아와 육체는 동일하며 자아는 육체의 죽음과 함께 영원히 소멸된다는 견해를 가진 경우에도, 이러한 주장이 맞다면, 삶에서 육체의 행위를 제한해야 할 필요가 없게 되므로 육체가 무엇을 하든지 간에 상관 없게 될 것이라고 고타마 붓다는 말한다. 즉, 육체를 통해 어떤 행위를 하더라도 그 과보가 이어질 다음 생이 없으므로, 무슨 수단을 동원하건 살아있는 한 삶을 최대한 쾌락적으로 향유하는 것이 최선이라는 극단적인 결론을 이끌어 낼 수 있다는 것이었다.
고타마 붓다는 "절대적 또는 극단적" 존재론과 비존재론의 견해가 사물이 실제로 존재하는 방식 또는 법칙인 인과의 법칙, 즉 연기의 법칙에 합치하지 않는다고 보았다. 즉, 여러 인과 연이 존재할 때는 세계가 존재하고 그 여러 인과 연이 존재하지 않으면 세계가 소멸하는데, "절대적 또는 극단적인" 상태로 존재론과 비존재론이 발전할 경우, 이러한 인과의 법칙, 즉 연기의 법칙에 어긋나는 견해를 낳게 되고 따라서 그 견해는 사물이 실제로 존재하는 모습과는 합치하지 않게 된다고 보았다. 이러한 이유 때문에 고타마 붓다는 사물들의 성질에 대해 "절대적인" 언명을 하는 것을 피했다. 고타마 붓다는 형이상학의 절대적 범주의 개념들은 사물들의 실제 모습과는 합치하지 않는다고 보았다. (참고: 연기 · 십이인연 · 공 사상 · 나가르주나#사상)

## 같이 보기
- 62견
- 변집견
  - 상견 · 단견
- 불교의 사상#원시 불교
- 사성제
- 연기
- 십이인연
- 인과관계
- 공
- 중도
- 나가르주나#사상

## 참고 문헌
한역본
- 중아함경 제60권 전유경(箭喻經) 제10, 대정신수대장경, T1 No. 26, CBETA.
- 잡아함경(雜阿含經) 제16권 408. 사유경(思惟經) ②, 대정신수대장경, T2 No. 99, CBETA.
- 잡아함경(雜阿含經) 제34권 962. 견경(見經), 대정신수대장경, T2 No. 99, CBETA.

한글본
- 중아함경 제60권 전유경(箭喻經) 제10[깨진 링크(과거 내용 찾기)], 한글대장경 검색시스템, 동국역경원.
- 잡아함경(雜阿含經) 제16권 408. 사유경(思惟經) ②[깨진 링크(과거 내용 찾기)], 한글대장경 검색시스템, 동국역경원.
- 잡아함경(雜阿含經) 제34권 962. 견경(見經)[깨진 링크(과거 내용 찾기)], 한글대장경 검색시스템, 동국역경원.

영문본
- http://www.buddhanet.net/budsas/ebud/majjhima/063-cula-malunkhyaputta-e1.htm 보관됨 2013-02-21 - archive.today, 팔리어대장경, BuddhaSasana.

기타
- 이 문서에는 다음커뮤니케이션(현 카카오)에서 GFDL 또는 CC-SA 라이선스로 배포한 글로벌 세계대백과사전의 내용을 기초로 작성된 글이 포함되어 있습니다.
- 곽철환 (2003). 《시공 불교사전》. 시공사 / 네이버 지식백과. |title=에 외부 링크가 있음 (도움말)
- 무착 지음, 현장 한역 (K.571, T.1602). 《현양성교론》. 한글대장경 검색시스템 - 전자불전연구소 / 동국역경원. K.571(16-1), T.1602(31-480). |title=에 외부 링크가 있음 (도움말)
- (중국어) 무착 조, 현장 한역 (T.1602). 《현양성교론(顯揚聖教論)》. 대정신수대장경. T31, No. 1602, CBETA. |title=에 외부 링크가 있음 (도움말)
- (중국어) 星雲. 《佛光大辭典(불광대사전)》 3판. |title=에 외부 링크가 있음 (도움말)